# NGC 3440
NGC 3440 је спирална галаксија у сазвежђу Велики медвед која се налази на NGC листи објеката дубоког неба.
Деклинација објекта је + 57° 7' 8" а ректасцензија 10h 53m 49,5s. Привидна величина (магнитуда) објекта NGC 3440 износи 13,2 а фотографска магнитуда 14,0. NGC 3440 је још познат и под ознакама UGC 6009, MCG 10-16-19, CGCG 291-9, IRAS 10508+5722, PGC 32714.